# Aegolipton gracile
Aegolipton gracile là một loài bọ cánh cứng trong họ Cerambycidae.